# Fifty Shades of Grey (film)
Fifty Shades of Grey er en amerikansk erotisk-romantisk dramafilm fra 2015, filmen er instrueret af Sam Taylor-Johnson efter et manuskript af Kelly Marcel som er baseret på E. L. James "bestseller" af samme navn, med Dakota Johnson i rollen som Anastasia Steele, der begynder et sadomasochistisk forhold til den unge business magnat Christian Grey (Jamie Dornan).

## Medvirkende
- Dakota Johnson som Anastasia "Ana" Steele
- Jamie Dornan som Christian Grey
- Eloise Mumford som Katherine "Kate" Kavanagh,[4] Anastasia bedste ven og værelseskammerat
- Luke Grimes som Elliot Grey,[5] Christians adopteret bror
- Rita Ora som Mia Grey,[6] Christians adopteret søster
- Victor Rasuk som José Rodriguez,[7] en af Anastasias nære venner
- Max Martini som Jason Taylor,[8] Christians bodyguard og leder af hans sikkerhed
- Dylan Neal som Bob Adams,[9] Anastasias stedfar
- Callum Keith Rennie som Raymond "Ray" Steele[10]
- Jennifer Ehle som Carla Wilks,[11] Anastasias mor
- Marcia Gay Harden som Grace Trevelyan Grey,[12] Christians adoptivmor
- Andrew Airlie som Carrick Grey, Christians adoptivfar
- Anthony Konechny som Paul Clayton, bror til ejeren af Claytons Hardware Store
- Emily Fonda som Martina
- Rachel Skarsten som Andrea,[13] Christians assistent